# Tour De Force – Live
Pour les articles homonymes, voir Tour de Force (homonymie).
Albums de Al Di Meola
Electric Rendezvous (en)
(1982) Scenario (en)
(1973)
Tour De Force – Live est un album en concert du guitariste américain de jazz fusion Al Di Meola, sorti en 1982.
Les musiciens de ce disque avaient déjà tous joué avec Di Meola, mais c'est la première fois qu'ils se sont retrouvés ensemble sur scène.

## Pistes
| No | Titre                              | Musique     | Durée |
| -- | ---------------------------------- | ----------- | ----- |
| 1. | Elegant Gypsy Suite                | Al Di Meola | 10:10 |
| 2. | Nena                               | Al Di Meola | 5:06  |
| 3. | Advantage                          | Jan Hammer  | 5:00  |
| 4. | Egyptian Danza                     | Al Di Meola | 5:41  |
| 5. | Race With Devil on Spanish Highway | Al Di Meola | 7:36  |
| 6. | Elegant Gypsy Suite                | Jan Hammer  | 5:26  |

## Musiciens
- Al Di Meola : guitares
- Anthony Jackson : guitare basse
- Jan Hammer, Victor Godsey : claviers
- Steve Gadd : batterie, percussions
- Mingo Lewis : percussions